# Лябурб, Жанна
Жанна Мари Лябурб (фр. Jeanne (Marie) Labourbe; 8 апреля 1877, Лапалис, Франция — 2 марта 1919, Одесса) — организатор французской коммунистической группы в Москве, участница Гражданской войны. В феврале 1919 одна из руководителей «Иностранной коллегии» подпольного коммунистического комитета в Одессе, вела агитацию среди французских солдат и матросов. Расстреляна французской контрразведкой вместе с другими членами коллегии.

## Биография
Жанна Мари Лябурб родилась в департаменте Алье, Франция, в крестьянской семье. В 1896 году в поисках работы приехала в Россию, была учительницей в городе Томашове. С 1903 участвовала в революционном движении.
В 1918 году работала в Центральной федерации иностранных групп при ЦК РКП(б), секретарь Французской коммунистической группы; участвовала в создании клуба «3-й Интернационал», члены которого вели революционную работу среди иностранных солдат и матросов.
В феврале 1919 г. Жанна отправилась в Одессу, которая была в то время занята французскими войсками и Добровольческой армией. Став одним из руководителей «Иностранной коллегии» при Одесском подпольном комитете КП(б)У, вела активную агитацию среди французских солдат и матросов в духе «интернационала и мировой революции». Так как военнослужащие французского корпуса вследствие агитации большевиков отказывались воевать против Советской России, французский генерал д’Ансельм отдал приказ в кратчайшие сроки найти и уничтожить агитаторов, работающих в их войсках. 1 марта 1919 года французам удалось арестовать всех членов «Иностранной коллегии», в том числе Жанну, а уже 2 марта все они были бессудно расстреляны французской контрразведкой:147.

Вот как корреспондент газеты «Одесские новости» описал обнаружение тел убитых: 
На рассвете 3-го марта на Большой Фонтанской дороге вблизи 2-го еврейского кладбища и тюрьмы обнаружены 11 трупов, 5 мужчин (евреев) и 6 женщин с огнестрельными ранениями тела. Трупы лежали неподалёку один от другого и, очевидно, были поставлены и расстреляны залпами. Ни у кого из расстрелянных документов не оказалось. По-видимому, они были привезены к месту расстрела на автомобилях… Среди опознанных была семья Лейфман: мать-старушка с дочерьми, их знакомый Швец и одна французская подданная, фамилии которой опознававшая не помнит… Две девушки из числа расстрелянных по имени Вера и Геса Лейфман состояли членами союза работающих иглой. Одна из девушек недавно прибыла из Москвы. Жили на Пушкинской, 24, кв 13.
Могила Жанны Лябурб находится на 2-м Христианском кладбище Одессы у центральных ворот.
Несмотря на арест и гибель, Жанна Лябурб успела провести агитационную работу, приведшую через полтора месяца к мятежу во французском флоте и прекращению французской интервенции.

## Отзывы

Журнал «Прометей» памяти расстрелянных. 1919 год.

Она являлась олицетворением неутомимости, искренности и преданности нашему великому делу. Она всегда воодушевляла группу, и в моменты, когда мы падали духом или когда перед нами вставали какие-нибудь препятствия, группа черпала новое вдохновение и новую энергию, глядя на неутомимую работу погибшего нашего товарища. Она была необыкновенно мужественна, но вместе с тем отличалась большой скромностью. Когда Жанна Лябурб поехала на свою трудную опасную подпольную работу в Одессу, она не боялась того, что её ожидало. Тов. Садуль накануне её отъезда сказал ей: «Будьте осторожны, товарищ». На это Жанна Лябурб ответила ему: «Умирают ведь только один раз».
(Жак Садуль, перевод Александры Коллонтай)

## Память
В честь Жанны Лябурб в Одессе были названы спуск, улица, переулок, сквер, швейная фабрика. В 1977 году к столетию со дня рождения Жанны Лябурб почта СССР выпустила марку с её портретом, работы художника П. Бенделя.
Около одних из двух ворот 2-го Еврейского кладбища Одессы висела табличка, сообщавшая о том, что на этом месте в 1919 году была расстреляна Жанна Лябурб. В конце 1970-х годов кладбище снесли. Позднее на этом месте построили ворота, наглухо заложенные камнем, повесив новую мемориальную табличку.

## В искусстве
- В фильме «Эскадра уходит на запад» (1965) судьба Жанны Лябурб в Одессе находится в центре повествования. В фильме Эльза Леждей, сыгравшая Жанну Лябурб, говорила по-французски.
- В пьесе «Интервенция» (1932) и снятом по ней фильме (1968) прототипом коммунистки Жанны Барбье (Юлия Бурыгина) была Жанна Лябурб.

## Примечания

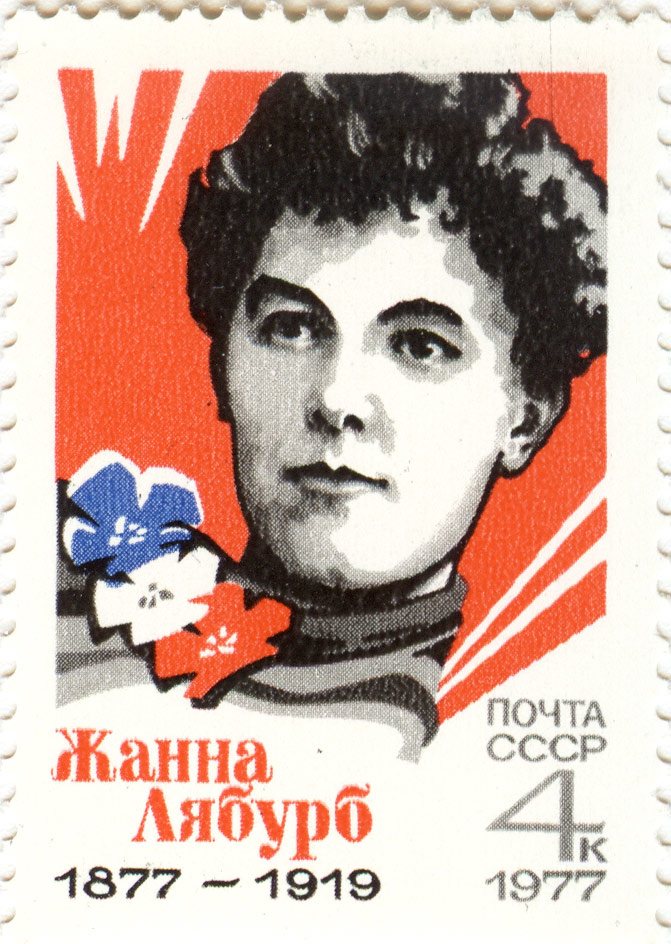
Жанна Лябурб, к столетию со дня рождения. Марка СССР, 1977.